# 缪嘉寿
缪嘉寿（1883年—1928年）字延之，云南昆明人。中华民国陆军中将。

## 生平
缪嘉寿毕业于云南武备学堂。曾任巡防营管带，是云南陆军讲武堂最早的执事官之一。1911年，参加昆明重九起义。中华民国成立后，历任云南军政府高级参谋、总司令部总参谋长、陆军制革厂厂长、督署军需课长、兵部总监兼步兵第九旅旅长、军事院参谋部第二部长、滇军第二师参谋长、云南省财政厅厅长、云南陆军第二卫戌总司令（蒙自卫戌司令）。曾参加云南护国起义。
1912年2月，缪嘉寿与同属“官需系”的李子猷等将“云南公钱局”改为富滇银行，任命其弟缪云台为会办，负责管理上海、香港富滇分行的业务。后来，缪云台于1934年任富滇银行行长。
1920年后，缪嘉寿到上海长居。1927年迁居香港。1928年在香港病逝。